# Amblyscartidia feminae
Amblyscartidia feminae är en insektsart som beskrevs av Young 1977. Amblyscartidia feminae ingår i släktet Amblyscartidia och familjen dvärgstritar. Inga underarter finns listade i Catalogue of Life.